# Erik Frey
Erik Frey, auch Eric Frey (* 1. März 1908 in Wien als Erik Viktor Laurenz Emil Frey; † 2. September 1988 ebenda), war ein österreichischer Schauspieler.

## Leben und Wirken
Frey studierte nach der Matura am Schottengymnasium Germanistik und nahm privaten Schauspielunterricht bei Albert Heine. 1927 gab er sein Bühnendebüt und hatte Auftritte am Volkstheater in Wien sowie in Bremen, Hamburg (Deutsches Schauspielhaus und Thalia-Theater), am Deutschen Theater in Prag und am Staatstheater in Berlin.
Von 1935 bis zu seinem Tod gehörte er zum Ensemble des Theaters in der Josefstadt. 1948 und ab 1962 betätigte er sich dort auch als Regisseur. Bei den Salzburger Festspielen gab er mehrmals Gastspiele. Der Kammerschauspieler Erik Frey verkörperte vom jugendlichen Liebhaber bis zum tragischen Helden unterschiedlichste Bühnenfiguren, meist aber hochrangige Persönlichkeiten.
Ähnliche Aufgaben erhielt er auch beim Film, wo er seit 1936 in zahlreichen Rollen zu sehen war. Oft stellte er eher negative Charaktere dar wie verständnislose Vorgesetzte oder kühl kalkulierende Rivalen des eigentlichen Helden. Häufig trat er als hoher Offizier in Erscheinung wie als General Friedrich Olbricht in Es geschah am 20. Juli (1955). Mindestens vier Mal, so in Ludwig II. – Glanz und Elend eines Königs, Kronprinz Rudolfs letzte Liebe, der Anti-Operetten-Verfilmung von Im weißen Rössl als auch Weltuntergang (1984) verkörperte er den Kaiser Franz Joseph. In dem amerikanischen Spielfilm Der Kardinal (1963) mimte er den Reichsstatthalter Arthur Seyß-Inquart.
Erik Frey, der in erster Ehe mit der Schauspielerin Jane Tilden und später mit der Schauspielerin Susi Witt verheiratet war, liegt auf dem Döblinger Friedhof (29-104) in Wien begraben. Sein Sohn ist der Schauspieler Thomas Frey.

## Zeit des Nationalsozialismus

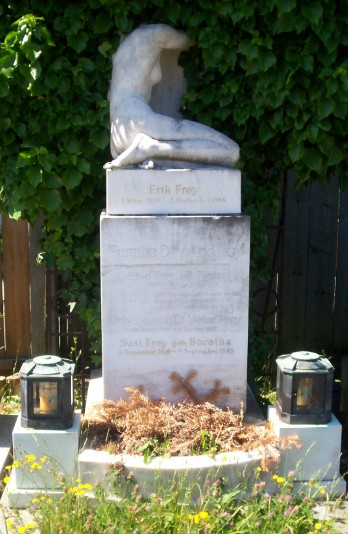
Grabstätte von Erik Frey

Frey war bereits vor dem Anschluss Österreichs ab 1934 Mitglied der illegalen NSDAP, er beantragte am 23. Mai 1938 die reguläre Aufnahme in die Partei und wurde rückwirkend zum 1. Mai desselben Jahres aufgenommen (Mitgliedsnummer 6.260.246). In seinem Entnazifizierungsverfahren behauptete er, dass er von einem Großdeutschen Reich geträumt, aber von den begangenen Grausamkeiten keine Ahnung gehabt hätte. Dass er nicht nur Ahnung hatte, sondern in den Tagen des Anschlusses sehr aktiv war, ist aber erwiesen. Frey und der Schauspieler Robert Horky wurden 1934/35 von der NSDAP beauftragt, das Theaterpersonal des Theaters in der Josefstadt nationalsozialistisch zu „unterwandern“. Am 23. April 1938 wurde der frühere Direktor des Deutschen Volkstheaters, Rudolf Beer – neben Max Reinhardt der bedeutendste Theatermann seiner Zeit in Wien – während der Vorstellung von Calderons „Der Richter von Zalamea“, mit der das Berliner Schillertheater im Theater in der Josefstadt gastierte, von Erik Frey und dem kommissarischen Leiter des Theaters, Robert Valberg, aus seiner Loge nach draußen gebeten. Er sollte zu einer Einvernahme in die Josefstädter Straße 39 kommen. Von dort wurde Beer auf die Höhenstraße gefahren. Im Wienerwald warfen die Nazi-Schläger den schwer misshandelten Mann aus dem Auto. Am 9. Mai drehte Rudolf Beer in seiner Wohnung am Lerchenfelder Gürtel den Gashahn auf.
Der Schauspieler Nikolaus Paryla berichtet, Erik Frey, „der sogar eine SA-Uniform anhatte“, habe seinem Vater, Karl Paryla, kurz nach dem Anschluss Österreichs geholfen, das Land zu verlassen und habe ihm damit das Leben gerettet: „Dieser Mann hat diese Uniform jedenfalls benutzt, um Menschen zu retten. Ohne diesen Mann wäre mein Vater nicht gerettet worden.“

## Filmografie (Auswahl)
- 1931: Das Lied vom Leben (Auftritt)
- 1936: Burgtheater
- 1937: Ich möcht’ so gern mit Dir allein sein (Millionäre)
- 1938: Konzert in Tirol
- 1939: Fräulein
- 1939: Das jüngste Gericht
- 1940: Der Postmeister
- 1940: Liebe ist zollfrei
- 1941: Dreimal Hochzeit
- 1941: Jenny und der Herr im Frack
- 1941: Brüderlein fein
- 1942: Wien 1910
- 1942: Die heimliche Gräfin
- 1942: Späte Liebe
- 1943: Reisebekanntschaft
- 1943: Die goldene Fessel
- 1943/47: Am Ende der Welt
- 1944: Am Vorabend
- 1944: Das Herz muß schweigen
- 1944/49: Wiener Mädeln
- 1946: Glaube an mich
- 1947: Der Prozeß
- 1947: Das unsterbliche Antlitz
- 1948: Gottes Engel sind überall
- 1948: Das andere Leben
- 1949: Zweimal verliebt (Liebe Freundin)
- 1949: Eroica
- 1949: Vagabunden
- 1950: Cordula
- 1950: Seitensprünge im Schnee
- 1951: Kleiner Peter, große Sorgen (Stadtpark)
- 1951: The Magic Face
- 1951: Wien tanzt
- 1951: Maria Theresia
- 1952: Saison in Salzburg
- 1952: 1. April 2000
- 1953: Fräulein Casanova
- 1953: Kaiserwalzer
- 1953: Ich und meine Frau
- 1953: Drei, von denen man spricht (Glück muß man haben)
- 1953: Auf der grünen Wiese
- 1953: Hab’ ich nur Deine Liebe
- 1953: Der unsterbliche Lump
- 1954: Kaisermanöver
- 1954: Der Förster vom Silberwald (Echo der Berge)
- 1954: Ewiger Walzer
- 1954: Ludwig II. – Glanz und Elend eines Königs
- 1954: Der letzte Akt
- 1955: Spionage
- 1955: Geheimnis einer Ärztin
- 1955: Es geschah am 20. Juli
- 1955: Seine Tochter ist der Peter
- 1955: Um Thron und Liebe
- 1955: Die Försterbuben
- 1955: Kronprinz Rudolfs letzte Liebe
- 1956: Försterliesel
- 1956: Durch die Wälder, durch die Auen
- 1956: Die liebe Familie
- 1956: Dort oben, wo die Alpen glühen
- 1957: Das Schloß in Tirol
- 1957: Heimweh … dort, wo die Blumen blühn
- 1957: Die Lindenwirtin vom Donaustrand
- 1957: Sissi – Schicksalsjahre einer Kaiserin
- 1957: Die unentschuldigte Stunde
- 1957: Noch minderjährig (Unter Achtzehn)
- 1957: Der Kaiser und das Wäschermädel
- 1957: Eva küßt nur Direktoren
- 1958: Im Prater blüh’n wieder die Bäume
- 1958: Man müßte nochmal zwanzig sein
- 1958: Nachtschwester Ingeborg
- 1959: Jacqueline
- 1959: Der Fall Pinedus (TV)
- 1959: Der Verräter (TV)
- 1960: Schicksals-Sinfonie (The Magnificent Rebel)
- 1960: Frauen in Teufels Hand
- 1960: Der brave Soldat Schwejk
- 1961: Mann im Schatten
- 1961: Die Türen knallen (TV)
- 1962: Donadieu (TV)
- 1961: Der Bauer als Millionär
- 1962: Professor Bernhardi (TV)
- 1963: Der Kardinal (The Cardinal)
- 1964: Eine Frau ohne Bedeutung (TV)
- 1965: 3. November 1918
- 1965: An der schönen blauen Donau (TV)
- 1966: Samba (TV)
- 1968: Funkstreife XY – ich pfeif’ auf mein Leben
- 1969: Oberinspektor Marek – Einfacher Doppelmord (TV)
- 1970: Rebell in der Soutane (TV)
- 1971: Hochwürden drückt ein Auge zu
- 1971: Blaue Blüten (TV)
- 1971: Kaiser Karls letzte Schlacht (TV)
- 1971: Geliebtes Scheusal (TV)
- 1974: Nichts als Erinnerung (TV)
- 1976: Die Standarte
- 1976: Unternehmen V2
- 1976: Feuerwerk
- 1978: Der Mann im Schilf
- 1979: Götz von Berlichingen mit der eisernen Hand
- 1981: Wie der Mond über Feuer und Blut
- 1981: Tarabas (TV)
- 1983: Der grüne Stern (TV)
- 1984: Weltuntergang (TV)
- 1986: Maria Stuart (TV)
- 1988: Wiener Walzer (TV)
- 1988: Trostgasse 7